# Helena Lima Santos
Helena Lima Santos (Livramento de Nossa Senhora, 23 de agosto de 1904 – Salvador, 10 de abril de 1998) foi uma professora e historiadora brasileira, radicada na cidade de Caetité da qual foi das principais memoristas.

## Biografia
Filha de Manuel Pedro de Lima e de Leonídia Maria de Lima, era irmã do primeiro-ministro do Brasil Hermes Lima. Ainda criança foi estudar na cidade de Caetité onde, mais tarde, voltaria como professora da Escola Normal, nomeada pelo professor Anísio Teixeira (1926). Dez anos mais tarde, em 1936, casou-se com o telegrafista José Sátyro dos Santos, com quem teve três filhos: Fernando Lima Santos (que faleceu ainda criança), Roberto Lima Santos e Maurício Lima Santos. Foi, ainda, professora da Escola Normal, que dirigiu entre 1952 e 1953.
Nos anos 1950 publicou artigos e folhetos sobre a história local que, em 1976, resultaram no livro "Caetité, Pequenina e Ilustre", reeditado vinte anos depois, desta feita pela gráfica de seu filho, Maurício Lima Santos, em Brumado, pela Gráfica e Editora Tribuna do Sertão. Seu título foi oriundo de uma frase do professor Anísio Teixeira, caetiteense
Genealogista, colaborou com diversas obras de história local e regional, a exemplo de Aurélio Justiniano Rocha, sobre Paramirim; Dário Teixeira Cotrim, de Guanambi, Bartolomeu de Jesus Mendes, sobre Caetité - este último tendo sido o membro fundador da da Academia Caetiteense de Letras que tem a historiadora por patrona; Mozart Tanajura, de Livramento, dentre muitos outros.
Em Caetité, a professora Helena desempenhou importante papel na vida sócio-cultural, especialmente junto à Associação das Senhoras de Caridade e no Clube da Amizade. Seu trabalho historiográfico foi, em grande parte, embasado nos registros de João Gumes e Pedro Celestino da Silva.
No jornal Tribuna do Sertão, de seu filho, publicou seguidamente crônicas da história sertaneja, que constituem importante fonte de consulta para os historiadores locais.

## Homenagens
Seu retrato orna a galeria da Câmara Municipal de Caetité; na cidade há uma importante artéria com seu nome, além do Patronato da Cadeira 17 do silogeu local.